# Referéndum constitucional de Haití de 1939
Un referéndum constitucional tuvo lugar en Haití el 23 de julio de 1939. Los cambios abolían la elección presidencial directa y los referéndums ya que el presidente Sténio Vincent los consideraba "una pérdida de tiempo". Las propuestas fueron supuestamente aprobadas por el 99,9% de los electores y fueron puestas en vigor por el Parlamento de Haití el 8 de agosto.

## Resultados
| Elección                | Votos   | %     |
| ----------------------- | ------- | ----- |
| Para                    | 230 949 | 99,75 |
| En contra               | 566     | 0,25  |
| Total                   | 231 515 | 100   |
| Fuente: Le Nouvelliste. |         |       |